# يورجن ميلتسر

## روابط إضافية
- يورجن ميلتسر على موقع رابطة محترفي التنس (الإنجليزية)
- يورجن ميلتسر على موقع الاتحاد الدولي لكرة المضرب (الإنجليزية)
- يورجن ميلتسر على موقع كأس ديفيز (الإنجليزية)
- يورجن ميلتسر على موقع خلاصة التنس.كوم (الإنجليزية)
- يورجن ميلتسر على موقع أوليمبيديا (الإنجليزية)
- Official site